# You Can With Beakman And Jax
You Can With Beakman And Jax es una tira cómica educativa publicada en diarios norteamericanos, creada por Jok Church para enseñar ciencia a los niños de una manera divertida. Posteriormente la tira fue convertida en un programa de televisión, El mundo de Beakman.
En México fue recopilada y publicada en dos libros de la colección Ciencia para niños de la editorial SELECTOR:
- El mundo de Beakman. Experimentos divertidos
- El mundo de Beakman & Jax. Experimentos divertidos, (traducción de You Can with Beakman & Jax : More Science Stuff You Can Do) ISBN 970-643-415-1, ed. 2002
- El Mundo de Beakman & Jax más experimentos divertidos

- Datos: Q8057130